# THE FUSE
THE FUSE（ザ・ヒューズ）は、1970年代から1980年代にかけて活動していた浜田省吾のバックバンド。

## 概要
はっきりとした結成時期は分かっていないが、1979年頃から「THE FUSE」と名乗るようになった。解散時期も明確に決まっているわけではなく、1989年の浜田のツアーを最後に自然消滅的に無くなっていった。
バンド名の由来は、浜田が敬愛するジャクソン・ブラウンの曲名から来ている。ただし、浜田は「THE PRETENDERS」（同じくブラウンの曲名）という名前を推していたが、最終的にはキーボード担当の板倉雅一の発案による「THE FUSE」に落ち着いた。
バンド・メンバーはツアー毎、レコーディング毎に変わっており、かなりの変動があった。一度ツアーに参加しただけのメンバーもいれば、町支寛二や板倉雅一、古村敏比古のように長年に亘り活動を共にしているメンバーもいる。バンドのイメージとしては、ブルース・スプリングスティーンにおけるEストリート・バンドや、ジャクソン・ブラウンにおけるザ・セクションを意識したものとなっている。
ただし、結成当初はツアーのみの演奏で、ほとんどのメンバーがレコーディングには参加していなかった。レコーディングには一流のスタジオ・ミュージシャンが起用され、THE FUSEのメンバーはツアーのリハーサルの際にその譜面を渡される、という状況が続いていた。初めてレコーディングに揃って参加したのは1984年の『DOWN BY THE MAINSTREET』からであり、以降はツアーもレコーディングも同じ面々で行われた。その当時の作品やツアーのアーティスト名義は「SHOGO HAMADA & THE FUSE」と明記されている。

## 主なメンバー
| メンバー                         | 生年月日               | 出身地     | 担当                    |
| -------------------------------- | ---------------------- | ---------- | ----------------------- |
| 町支寛二 （ちょうし かんじ）     | 1952年5月5日（72歳）   | 広島県呉市 | ギター/コーラス         |
| 板倉雅一 （いたくら まさかず）   | 1956年10月20日（68歳） |            | キーボード/コーラス     |
| 江澤宏明 （えざわ ひろあき）     | 1957年6月7日（67歳）   | 千葉県     | ベース/コーラス         |
| 高橋伸之 （たかはし のぶゆき）   | 1955年2月??日          | 岩手県     | ドラム                  |
| 古村敏比古 （ふるむら としひこ） | 1957年6月23日（67歳）  | 東京都     | サクソフォーン/コーラス |
| 梁邦彦 （りょう くにひこ）       | 1960年1月1日（65歳）   | 東京都     | キーボード              |

## メンバーの変遷
| 活動期                  | 年              | ギター コーラス | ギター   | キーボード コーラス | キーボード | ドラム   | ベース コーラス | ベース   | サックス コーラス |
| ----------------------- | --------------- | --------------- | -------- | ------------------- | ---------- | -------- | --------------- | -------- | ----------------- |
| 第1期                   | 1979年 - 1980年 | 町支寛二        |          | 板倉雅一            | 一戸清     | 鈴木俊二 |                 | 岡嶋善文 |                   |
| 第2期                   | 1980年 - 1982年 | 町支寛二        | 江澤宏明 | 板倉雅一            | 一戸清     | 鈴木俊二 |                 |          |                   |
| 第3期                   | 1983年 - 1984年 | 町支寛二        | 江澤宏明 | 板倉雅一            | 一戸清     | 鈴木俊二 | 古村敏比古      |          |                   |
| 浜田省吾 & His New Band | 1984年 - 1985年 | 町支寛二        | 江澤宏明 | 板倉雅一            | 法田勇虫   | 岩崎肇   | 古村敏比古      | 野口明彦 |                   |
| 第4期                   | 1986年 - 1987年 | 町支寛二        | 江澤宏明 | 板倉雅一            |            |          | 古村敏比古      | 高橋伸之 |                   |
| 第5期                   | 1987年 - 1989年 | 町支寛二        | 江澤宏明 | 板倉雅一            | 梁邦彦     |          | 古村敏比古      | 高橋伸之 |                   |

## 作品（『THE FUSE』の名を冠した作品）
- 名義はいずれも『SHOGO HAMADA & THE FUSE』名義

1. CLUB SURFBOUND（1987年）　－　ミニアルバム。
2. CLUB SURF&SNOWBOUND（1987年）　－　CDアルバム。